# 梵釈寺
梵釈寺（ぼんしゃくじ）とは、平安時代に近江国志賀郡の旧大津宮（現在の滋賀県大津市）付近にあった寺院。現在は廃寺となっているが、同県東近江市には同名の黄檗宗寺院があり、古代の梵釈寺と関連があるという伝承がある。

## 古代・梵釈寺
場所に関しては、同じく古代寺院であった崇福寺跡の南尾根建物群、南志賀廃寺跡など諸説あるものの、崇福寺の近くにあったと考えられている。
延暦5年（786年）に桓武天皇が長岡京の無事完成と曽祖父天智天皇の冥福を祈るために創建したとされる。当初は四天王を祀ったことから四天王寺とも称されたが、延暦14年（795年）に梵釈寺と改名されて本格的な寺院建設が始まった。等定・常騰・永忠・徳円など高名な歴代住持を輩出し、また延暦寺が近くにあったことから最澄もここを訪問して学問をしたとされている。また、桓武天皇が大寺の待遇を与え、嵯峨天皇が弘仁6年（815年）に近江に行幸した際にここで当時の住持・永忠から茶を献上されて同寺の清浄を保つように命じたことや宇多天皇が度々訪問したことなどが記録されている。後に最澄ゆかりの天台宗の寺院となり、12世紀には園城寺の末寺となるが、延暦寺と園城寺の対立が激化すると、両寺の近くにあった梵釈寺も抗争に巻き込まれ、長寛元年（1163年）には延暦寺の攻撃によって炎上し、以後は衰退の一途を辿り、鎌倉時代末期には廃寺となったとされている。

## 梵釈寺 (東近江市)
梵釈寺（ぼんしゃくじ）は、滋賀県東近江市にある黄檗宗の寺院。山号は天龍山。
古くは小さな庵で天和年間に再興され、享保13年（1728年）に黄檗宗大本山である萬福寺の末寺となった。安永5年（1776年）には鐘楼が建立されている。
ところが同寺の創建年代は不詳で石塔から鎌倉時代末期の嘉暦3年（1328年）にまで遡れること、近くの寺の鐘楼にはこの寺が桓武天皇によって建てられたとする記録があること、本尊が平安時代のものと見られる木造の観世音菩薩像であることから、本尊が古代の梵釈寺のものとする伝承が生じた（黄檗宗は江戸時代になって初めて日本に伝えられた宗派であるため、平安時代の本尊とのつながりは考えられないとされている）。
後に本尊が国の重要文化財に指定されて学術調査が行われた結果、実はこれが天台宗で見られる常行堂宝冠阿弥陀如来像であり、円仁が唐より持ち帰ったとされる阿弥陀五尊像を元に遅くても平安時代中期までに天台宗寺院でまつるために作られたものと判明した。しかし、これが古代の梵釈寺のものであるとする確証はなく、また蒲生郡と志賀郡が離れていることから、蒲生郡にあった別の古代寺院のものとする考えもあり、両者の関係は不詳である。